# Schreibwerkstatt
Eine Schreibwerkstatt (auch Schreibworkshop) ist eine Lehr- und Lernmethode des angeleiteten Schreibens in Gruppen. In einer Schreibwerkstatt sollen die Teilnehmer Schreibtechniken insbesondere des Kreativen Schreibens lernen und die Schreibergebnisse miteinander diskutieren. Dabei lassen sich zwei Hauptformen der Schreibwerkstatt unterscheiden: In der ersten Form entstehen die Texte außerhalb und werden in der Schreibwerkstatt vorgestellt und diskutiert. In der zweiten Form entstehen die Texte im Rahmen der Schreibwerkstatt selbst (auch Schreibgruppe).

## Geschichte
Erste Schreibwerkstätten haben sich im Rahmen der Schreibbewegung in den 1970er Jahren gebildet. Sie waren und sind zum Teil bis heute geprägt von dem Grundsatz „Jeder ist ein Schriftsteller“. Oft war es das Ziel, literarisches Schreiben, Alltagssprache und Arbeits- bzw. Alltagswelt miteinander zu verbinden. Heute sind Schreibwerkstätten oft an Volkshochschulen oder im Internet zu finden, bei der zweiten Variante erfolgt der Text- und Erfahrungsaustausch in Diskussionsforen.

## Ziele
- Wissenschaftliche Schreibwerkstätten unterstützen Studierende beim Verfassen von Seminar-, Diplom-, Bachelor- oder Magisterarbeiten (siehe Studienabschlussarbeit)
- Bei literarisch orientierten Schreibwerkstätten steht der künstlerische Ausdruck und die Arbeit an literarischen Produkten im Mittelpunkt (siehe Kreatives Schreiben)
- Schreibtherapeutisch orientierte Schreibwerkstätten unterstützen ihre Kursteilnehmer beim individuellen Ausdruck, bei Selbstfindungsprozessen oder bei der Bearbeitung innerer Konflikte und Probleme durch Schreiben.
- Historisch oder regionalgeschichtlich orientierte Gruppen arbeiten an einem zeitlich begrenzten Projekt zu einem bestimmten Thema; am Ende steht in der Regel eine Publikation, die von der Gruppe erarbeitet wurde.

Eine solche Gruppe trifft sich in regelmäßigen Abständen – oft im Wochenturnus –, um gemeinsam Texte zu schreiben und zu präsentieren. Angeleitet wird die Schreibwerkstatt in der Regel von einem Gruppenleiter (bzw. Kursleiter – an einer Volkshochschule), der Themen und kreative Methoden für die Schreibwerkstatt vorbereitet.

## Wissenschaftliche Schreibwerkstatt
Wissenschaftliche Schreibwerkstätten sind in den 1990er Jahren an verschiedenen deutschen Universitäten sowie auf dem freien Markt entstanden. Die erste Einrichtung zum wissenschaftlichen Schreiben an einer Universität im deutschsprachigen Raum ist das 1993 gegründete Schreiblabor der Universität Bielefeld. Lutz von Werder und Otto Kruse gehören zu den ersten Wissenschaftlern, die sich in Deutschland um die Unterstützung des wissenschaftlichen und des akademischen Schreibens an den Universitäten und Fachhochschulen bemühen. In den Wissenschaften wie auch im Studium macht das Darstellen der Ergebnisse in schriftlicher Form einen wesentlichen Anteil an der wissenschaftlichen Arbeit aus. 
Das Erlernen der akademischen Schreibkompetenzen und -praktiken sollte nach Meinung vieler Schreibdidaktiker in der Universität erfolgen, weswegen es an vielen Hochschulen Schreibzentren gibt. 